# Lestoidea barbarae
Lestoidea barbarae là loài chuồn chuồn trong họ Lestoideidae. Loài này được Watson mô tả khoa học đầu tiên năm 1967.